# Sigismondo Caula

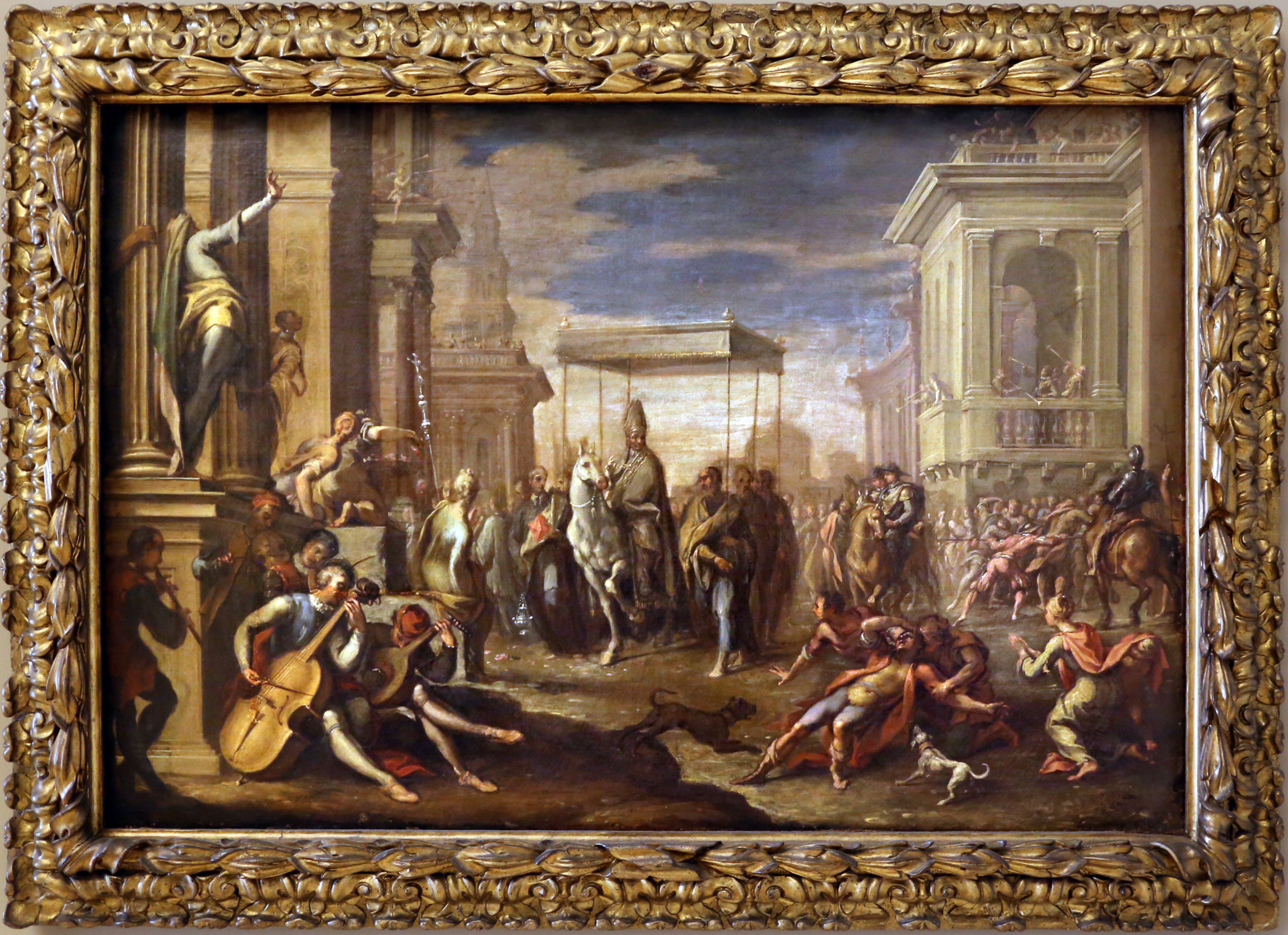
Miracolo di sant'Ambrogio, Galleria Estense

Sigismondo Caula (Modena, 1637 – Modena, 1724) è stato un pittore italiano.

## Biografia
Figlio del nobile Sebastiano Medici Caula, fu allievo di Jean Boulanger assieme a Tommaso Costa; studiò a Venezia le opere dei maggiori pittori locali come Tiziano, Tintoretto e Paolo Veronese, da cui trasse l'utilizzo forte del colore. 
Ritornato a Modena dipinse nella chiesa di San Carlo il gran quadro Il contagio degli Israeliti, che aveva grande forza espressiva ed originalità. Altra opera dell'epoca migliore di quest'artista è Il martirio di Sant'ignazio, reso con grande verità e maestria d'arte. Tuttavia le sue ultime opere sono considerate inferiori a quelle concepite in gioventù. Oltre a vari dipinti, si trovano a Modena anche disegni, gessi e stucchi. Nel 1681-1682 operò a Fiorano, nel Santuario della Beata Vergine del Castello, dove affrescò la cupola. 
Sigismondo Caula collaborò con Marcantonio Chiarini, che dipingeva vedute architettoniche, quadrature e paesaggi, inserendo in esse le figure.
Tenne anche scuola, da cui uscì Francesco Monti. 
Fu protagonista assieme a Francesco Stringa nel panorama pittorico estense del XVII-XVIII secolo.

## Opere
- Il contagio degli Israeliti, Chiesa di San Carlo, Modena
- Il martirio di Sant'Ignazio di Antiochia, condannato ad essere divorato dai leoni, Santuario della Beata Vergine di San Clemente, Bastiglia (MO), 1700-1710
- San Carlo Borromeo comunica le vittime della peste, Chiesa di San Carlo, Modena, 1685
- Sant'Elena e le prove della Vera Croce